# Enicocephalidae
Famille
Synonymes
- Henicocephalidae Stål, 1866[1]

Les Enicocephalidae sont une famille d'insectes du sous-ordre des Hétéroptères (punaises), de l'infra-ordre des Enicocephalomorpha, qui compte entre 33 et 55 genres et environ 400 espèces qui se rencontrent partout dans le monde.

## Caractéristiques
Les Enicocephalidae ont la tête qui semble bilobée, car étranglée puis élargie derrière les yeux. Les antennes et le rostre sont articulés en 4 segments. Leur corps est de couleur terne, généralement uniformément jaunâtre, brunâtre ou noirâtre. Le pronotum a l'apparence d'être formé de trois lobes, avec un collier, un lobe antérieur et un lobe postérieur, ce qui les distingue des Aenictopecheidae, où les deux lobes apparaissent peu distincts. Les pattes antérieures sont presque toujours de type ravisseuses (exception: Megenicocephalus), pour pouvoir saisir les proies, avec le fémur et le tibia élargi, ce dernier à l'apex, sur lequel le tarse, formé d'un seul segment, se replie. Leurs hémélytres, lorsqu'elles sont présentes, semblent entièrement membraneuses. Le polymorphisme alaire est fréquent, avec des mâles parfois macroptères et des femelles brachyptère ou aptères. Une autre d0fférence d'avec les Aenictopecheidae est que la bordure de l'aile présente une fracture costale, petite entaille dans la veine qui renforce l'aile à sa marge latérale. L'organe copulateur mâle est rigide et non érectile, et ne ressort pas du pygophore, et les paramères sont non mobiles. Chez la femelle, l'ovipositeur est vestigial ou absent. ces punaises mesurent de 2 à 16 mm, la plupart mesurant 4 millimètres de long,.

## Répartition
La répartition de cette famille est cosmopolite, mais principalement tropicale et subtropicale (néotropicale, afrotropicales, y compris Madagascar, Asie du Sud-Est, écozone australienne, Nouvelle-Calédonie, Nouvelle-Zélande). Tous les genres sont endémiques de leur région, à l'exception du genre Systelloderes, pratiquement cosmopolite, présent du Canada à la Nouvelle-Zélande.
Deux genres sont subantarctiques, Phthirostenus des îles Auckland (ou Motu Maha) (50° Sud),, et Phthirocoris des îles Crozet (46° Sud). 
En Europe, une seule espèce est connue, Henschiella pellucida Horvath, 1888, rencontrée seulement en Bosnie-Herzégovine (et sinon de la Turquie et de l'Arménie à l'Ouzbékistan).

## Écologie
Leur biologie est souvent très mal connue. Il s'agit de punaises prédatrices, qui mangent de petits arthropodes, comme probablement des collemboles et des Symphyla. Elles vivent dans la litière, la mousse, le sol ou sous les écorces, et pratiquement toujours associées à l'humidité.

## Systématique
Lorsque John O. Westwood décrit les premières espèces qui appartiendront plus tard à cette famille, il les classe d'abord dans les Reduviidae bien qu'il signale d'emblée des différences avec cette famille. En 1860, Carl Stål leur reconnaît des caractéristiques distinctes et crée pour les héberger une famille séparée, les Enicocephalidae, proche des Reduviidae. Sa définition est alors large et correspond aux Enicocephalomorpha actuels, c'est-à-dire qu'elle comprendra également les Aenictopecheidae. En 1932, Robert L. Usinger crée au sein de ces Enicocephalidae deux sous-famille, les Aenictopecheinae, et les Enicocephalinae, tout en les maintenant, y compris dans sa révision de 1945, au sein des Reduvioidea. Lorsque les Enicocephalidae au sens large sont élevés par Pavel Štys et I. M. Kerzhner au rang d'infra-ordre en 1975, les deux sous-familles sont élevées au rang de famille et les Enicocephalinae deviennent les Enicocephalidae dans leur définition d'aujourd'hui.  
La classification interne de la famille a été établie par Pavel Štys, en 1989, qui ajoute trois sous-familles (Megenicocephalinae, Phallopiratinae et Phthirocorinae), à celle des Alienatinae, établie par Harry G. Barber (d) en 1953 et celle des Enicocephalinae. Elle compte également deux sous-familles fossiles. Toutefois, selon Petr Baňař, la sous-famille des Megenicocephalinae mériterait le statut de famille séparée.  
Selon Pavel Štys, plus de 2000 espèces restent à décrire (dont 1000 dans chacun des genres Systelloderes et Oncylocotis), ce qui pourrait modifier la classification interne de la famille ou sa conception.  

### Fossiles
Plusieurs fossiles ont été retrouvés d'Enicocephalidae ont été retrouvés, placés dans une douzaines d'espèces. Deux sous-familles disparues ont été établies, les †Allocephalocorinae et les †Disphaerocephalinae. Les autres appartiennent à des sous-famille encore actuelles, trois chez les Alienatinae (genres Alienates et †Paralienates), et cinq chez les Enicocephalinae (genres Enicocephalus et †Pyrenicocephalus). Les plus anciens remontent au Cénomanien (Crétacé inférieur, entre 99 et 93 millions d'années), et ont été retrouvés dans de l'ambre de Birmanie.

### Liste des sous-familles, des tribus et des genres
Selon BioLib (15 novembre 2023), complété à partir d'ITIS (15 novembre 2023), de Schuh & Weirauch (2020) et de la littérature disponible :
- sous-famille Alienatinae Barber, 1953
  - genre Alienates Barber, 1953
  - genre †Paralienates Maldonado-Capriles, Santiago-Blay & Poinar, 1996
- sous-famille Enicocephalinae Stål, 1860
  - tribu Enicocephalini Stål, 1860
    - genre Embolorrhinus Jeannel, 1942
    - genre Enicocephalus Westwood, 1837
    - genre Euchelichir Jeannel, 1942
    - genre Heissaptera Štys & Baňař, 2006
    - genre Henschiella Horváth, 1888
    - genre Hoplitocoris Jeannel, 1942
    - genre Oncylocotis Stål, 1856
    - genre Proboscidopirates Villiers, 1958
    - genre Pseudohenschiella Villiers, 1958
    - genre Stenopirates Walker, 1873
    - genre Usingeriella Wygodzinsky, 1950
    - genre Vuorilinna Štys, 1986
    - genre Xenicocephalus Wygodzinsky & Schmidt, 1991

  - tribu Systelloderini Jeannel, 1942
    - genre Alkowdiella Štys, 2002
    - genre Kulichoderes Štys, 2002
    - genre Systelloderes Blanchard, 1852
    - genre Ugloderes Štys, 2002

  - genre Brevidorsus Kritsky, 1977
  - genre Chiricocoris Wygodzinsky & Schmidt, 1991
  - genre Cocles Bergroth, 1905
  - genre Desystellores Villiers, 1958
  - genre Henicocorinus Štys, 1988
  - genre Hymenocoris Uhler, 1892
  - genre Lococytonis Villiers, 1969
  - genre Machadocoris Villiers, 1959
  - genre Mateucoris Villiers, 1958
  - genre Neoncylocotis Wygodzinsky & Schmidt, 1991
  - genre Nesenicocephalus Usinger, 1939
  - genre Owenoderes Štys, 2002
  - genre Phaenicocleus Štys & Baňař, 2009
  - genre Schenchiella Villiers, 1969
  - genre Trichopirates Villiers, 1958
  - genre Urnacephala Wygodzinsky & Schmidt, 1991
  - genre Usingeriella Wygodzinsky, 1950
  - genre Utukhengal Štys, 2002
  - genre Vinsonicoris Villiers, 1969
  - genre †Pyrenicocephalus Štys, 2010
- sous-famille Megenicocephalinae Štys, 1989
  - genre Megenicocephalus Usinger, 1945
- sous-famille Phallopiratinae Štys, 1989
  - genre Phallopirates Štys, 1985
- sous-famille Phthirocorinae Štys, 1989
  - tribu Monteithostolini Štys, 1981
    - genre Ciucephalus Štys, 1982
    - genre Monteithostolus Štys, 1981

  - tribu Phthirocorini Štys, 1989
    - genre Gourlayocoris Štys, 2002
    - genre Phthirocoris Enderlein 1904
    - genre Phthirostenus Štys, 2002
- incertae sedis
  - genre Lysenicocephalus Wygodzinsky & Schmidt, 1991
- genre †Enicocephalinus Azar, Fleck, Nel & Solignac, 1999
- sous-famille †Allocephalocorinae Luo, Baňař & Xie, 2021
  - genre †Allocephalocoris Luo, Baňař & Xie, 2021
- sous-famille †Disphaerocephalinae Štys, 1969
  - genre †Disphaerocephalus Cockerell, 1917

## Galerie

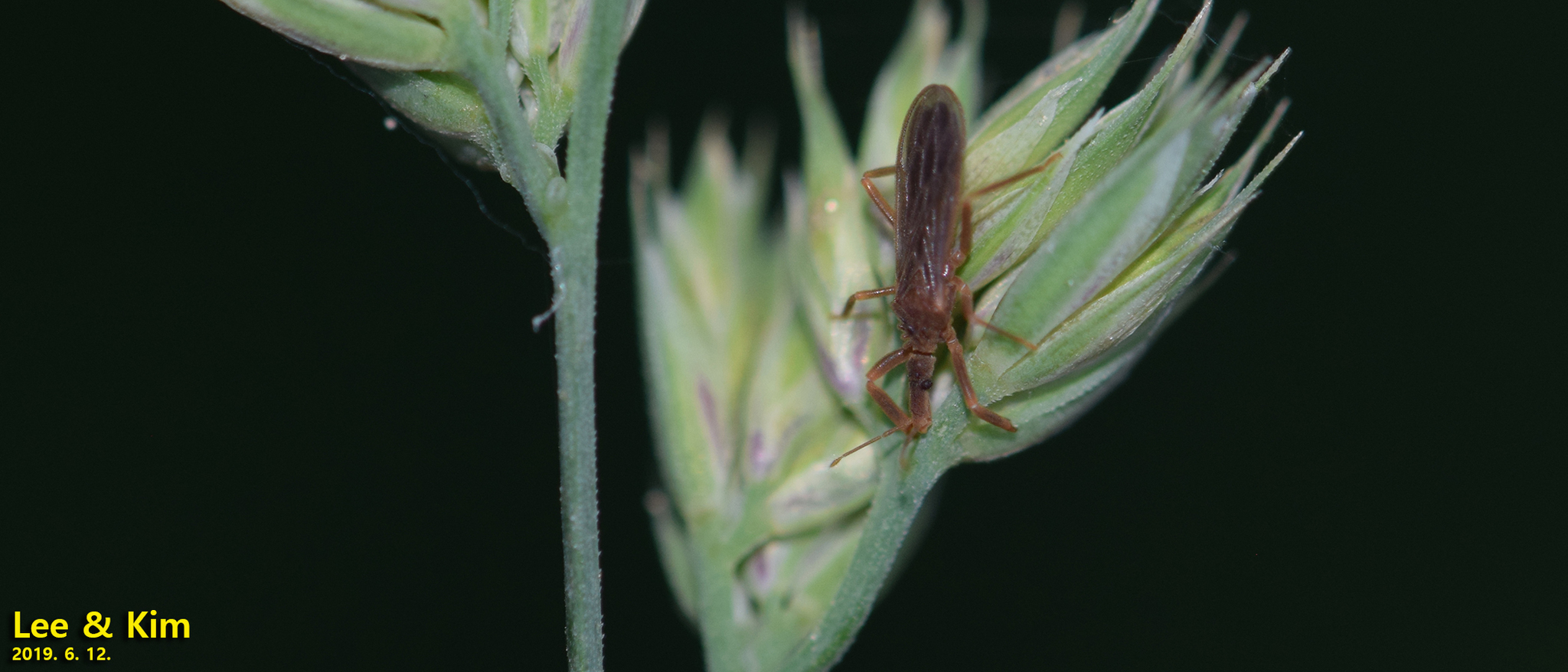
Enicocephalinae, Enicocephalini: Hoplitocoris lewisi, Corée du Sud.
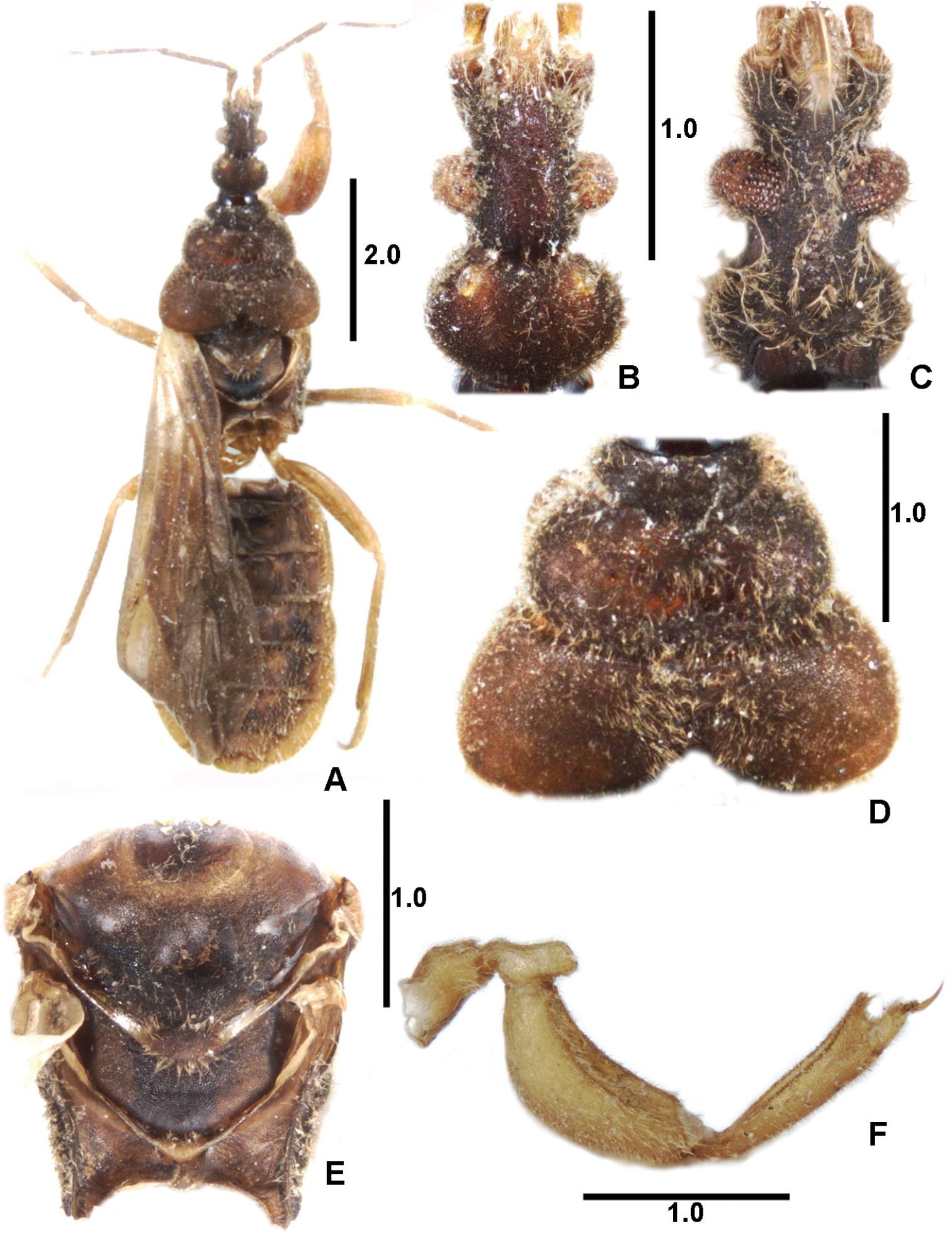
Enicocephalinae, Enicocephalini: Xenicocephalus tomhenryi, d'Équateur.
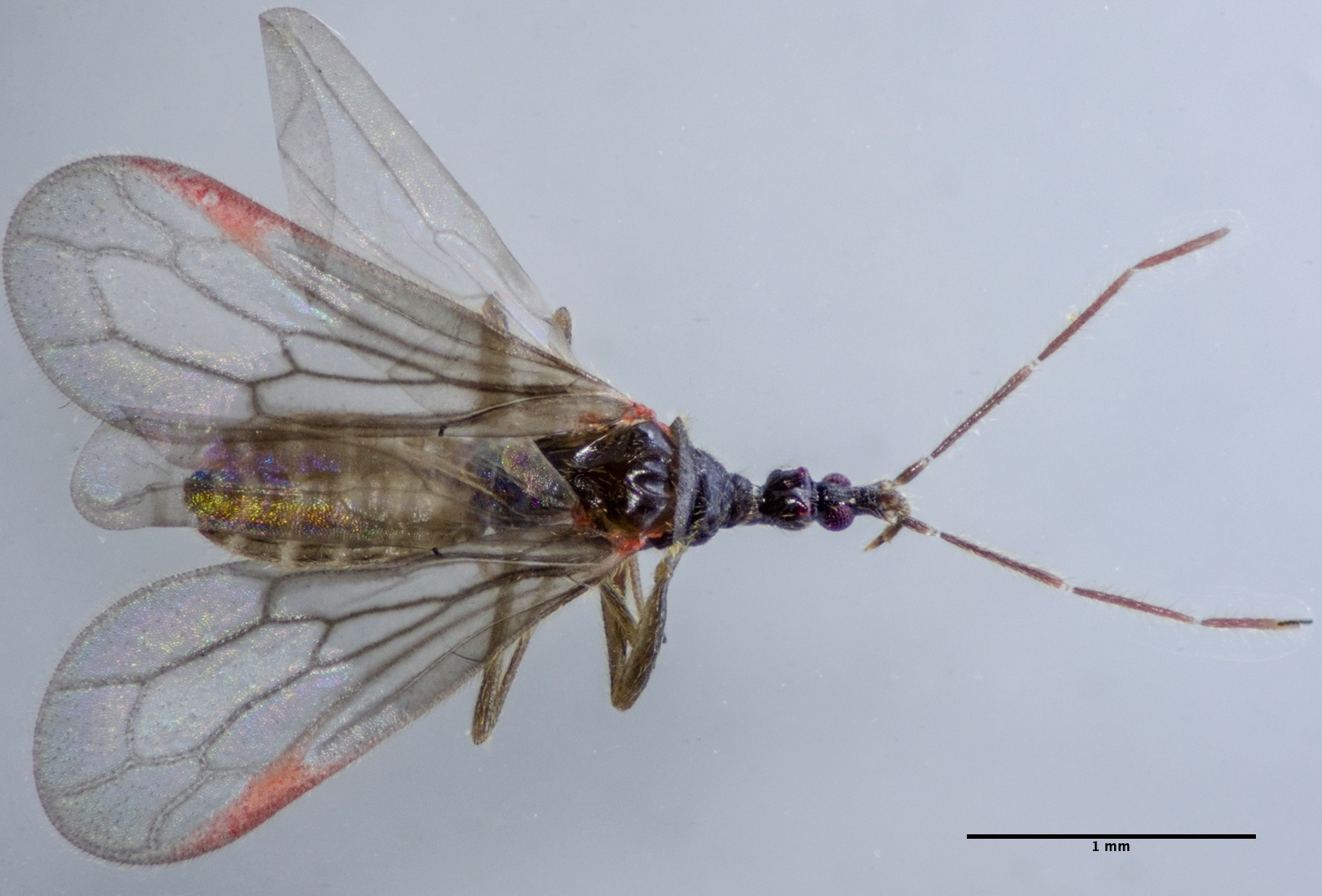
Enicocephalinae: Hymenocoris formicinus, de Californie (États-Unis).
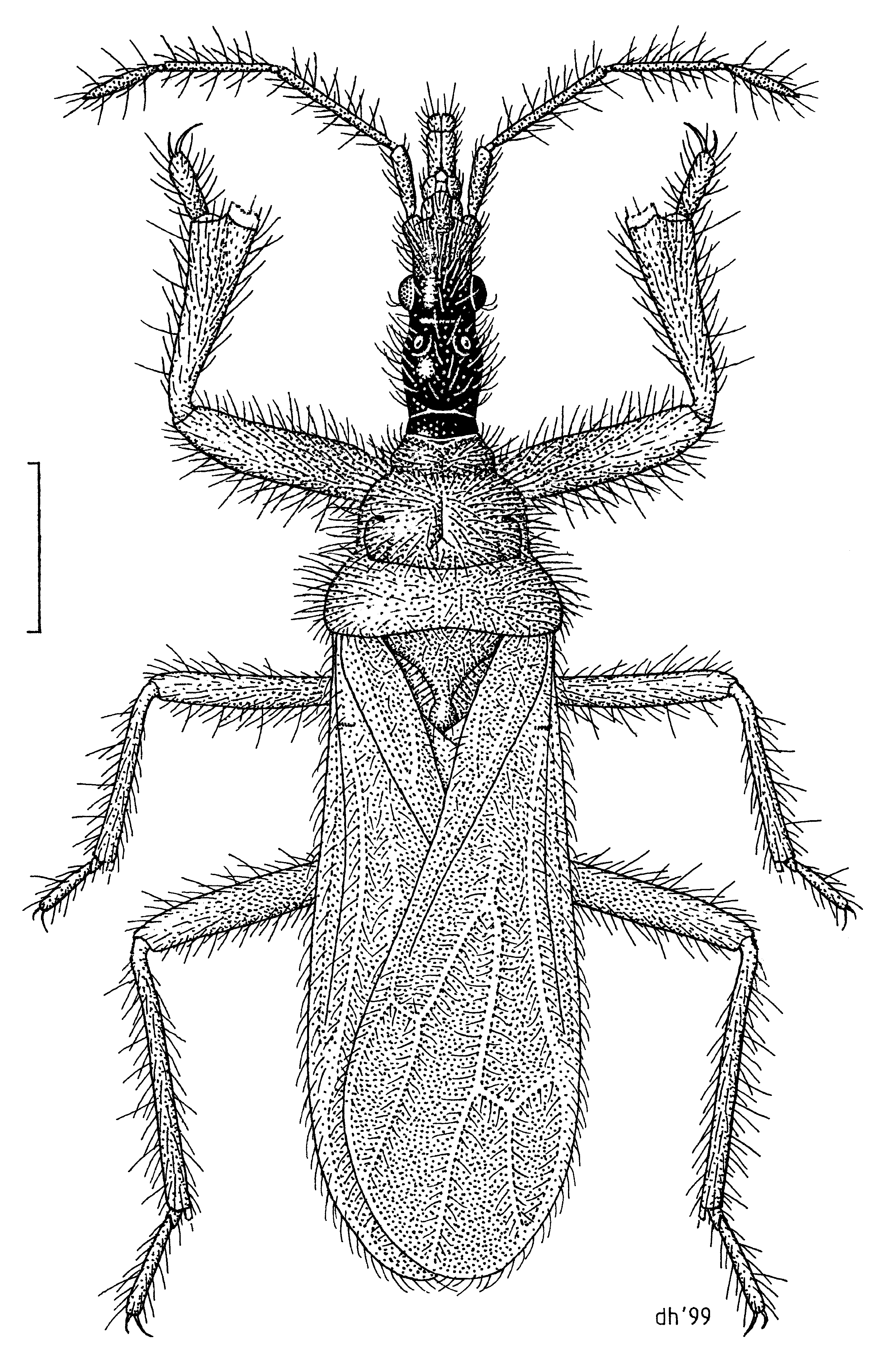
Enicocephalidae, Systelloderini: Systelloderes maclachlani, de Nouvelle-Zélande